# Greg Mandel
Greg Mandel (titre original : Greg Mandel) est une trilogie de science-fiction de l'auteur britannique de Peter F. Hamilton, publiée entre 1993 et 1995 par l'éditeur Pan Books. En France, elle a tardivement été éditée en français à partir de 2010 par Milady, en livres de poche.
Il s'agit des trois premiers romans de l'auteur alors inconnu à cette époque.

## Résumé
Greg Mandel, évoluant dans l'Angleterre moribonde du XXIe siècle, exerce ses talents particuliers en tant que détective privé. Ancien militaire, vétéran de la guerre en Turquie, il faisait en effet partie de la brigade Mindstar qui regroupait les combattants doués de pouvoirs psychiques.

## Analyse
La maison d'édition française a choisi de numéroter les tomes de romans. L'auteur réfute pourtant le terme de trilogie, chaque livre étant indépendant des autres selon lui.
D'ailleurs, Peter F. Hamilton n'exclut pas d'écrire un nouveau livre sur Greg Mandel, qui se déroulerait dans le passé de celui-ci sauf qu'on le retrouve dans The Suspect Genome, publiée dans le magazine britannique Interzone, pour laquelle il est récompensé par le Prix British Science-Fiction.

## Contenance

### Romans
- Mindstar, Milady, 2010 ((en) Mindstar Rising, 1993)
- Quantum, Milady, 2010 ((en) A Quantum Murder, 1994)
- Nano, Milady, 2011 ((en) The Nano Flower, 1995)

### Nouvelle
- (en) The Suspect Genome, 2000Prix British Science-Fiction[2]